# 浦野芽良
浦野 芽良（うらの かいら、2001年11月5日 - ）は、TBSテレビのアナウンサー。本名は、「浦野芽良バージニア」。

## 来歴
岡山県岡山市生まれ。ニュージーランド人の父親と日本人の母親とのハーフである。ニュージーランドのウェリントンを経て大阪府箕面市育ち。
関西学院千里国際高等部、立教大学社会学部社会学科卒業後、2024年TBSテレビ入社。

## 出演番組

### 現在

#### テレビ
- THE TIME'/THE TIME,（進行）
  - 木曜日担当：2024年7月 -
  - 金曜日担当：2024年10月 -
- ラヴィット！（ニュース）
  - 水曜日担当：2024年10月 -
- ひるおび（ニュース）
  - 水曜日担当：2024年10月 -
- SASUKE（不定期）
- サンデージャポン（レポーター ※本名の「浦野芽良バージニア」名義）
  - 2024年10月 -
- KICK OFF! J（ジャパン）（メインMC）
  - 2025年4月 -

### 過去

#### ラジオ
- 爆笑問題の日曜サンデー（2024年12月1日） - 16時台「サンデー中継くん」リポーター